# Bobbi Starr
Bobbi Starr (Elizabeth Renee Evans, 6 d'abril de 1983) és una actriu pornogràfica estatunidenca.

## Primers anys
Bobbi Starr es va criar a San José, Califòrnia. Prové d'una família d'ascendència italiana i hongaresa. Va ser criada en una església evangèlica, on la seva mare estava molt implicada en el cor de l'església i els programes de drama, amb la participació de tots els seus fills també. Després d'estudiar música a l'escola, Starr va estudiar composició a la Universitat Estatal de San José, on es va graduar com a mestra de música amb especialitat en piano i oboè. Va treballar com a mainadera, professora particular de música i assistent bibliotecari de música a la seva universitat.

## Carrera

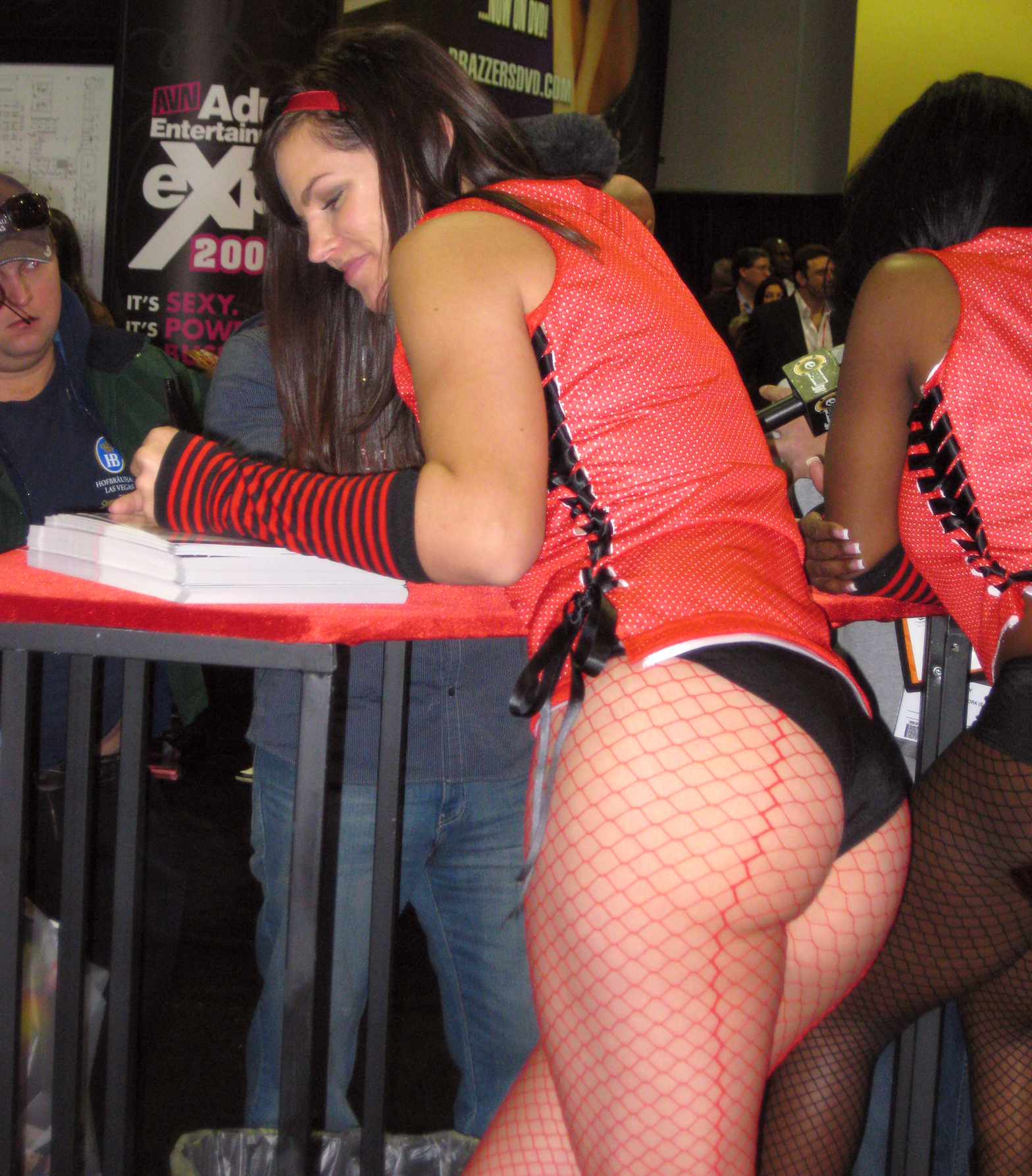
Bobbi Starr (2009)

A l'edat de 23 anys, motivada per la curiositat i amb el suport del seu nuvi d'aquell llavors, un actor de pel·lícules eròtiques, va entrar a la indústria de l'entreteniment per a adults en Sant Francisco, Califòrnia, però li va prendre un any, abans de decidir-se a entrar en la indústria. Els seus primers treballs van ser escenes de bondage i submissió per a empreses d'internet. Després, va passar a fer diversos tipus d'escenes per a productores a Los Angeles, Califòrnia. Ha estat model en les carátulas de moltes pel·lícules per a companyies com a Xarxa Light District Video i Combat Zone.
Starr es considera a si mateixa una feminista pro-sexe. Encara que reconeix que algunes feministes consideren que la pornografia és degradant per a la dona, Starr afirma, "No em sento degradada perquè és la meva decisió. Sigues que si alguna vegada arribés a sentir-me degradada o incòmoda, tot el que haig de fer és a dir no i això es detindria. No crec que alguna cosa on les dones tenen tant control de la situació pugui ser considerat degradant cap a nosaltres."
Starr va ser finalista en el reality xou, America's Next Hot Porn Star. El programa és similar a America's Next Top Model.

## Premis
- 2008 – Premi CAVR – Starlet of Year[5]
- 2009 – Premi CAVR – Star of Year
- 2009 – Premi CAVR – Siren of Year
- 2009 – Premi XRCO – Superslut[6]
- 2010 – Premi AVN – Most Outrageous Sex Scene – Belladonna: No Warning 4[7]
- 2010 – Premi AVN – Best Double Penetration Sex Scene – Bobbi Starr & Dana DeArmond's Insatiable Voyage[7]
- 2010 – Premi XRCO – Superslut[8]
- 2010 – Premi XRCO – Orgasmic Oralist[8]
- 2012 – Premi AVN – Female Performer of the Year[9]
- 2012 – Premi AVN – Best Porn Star Website[9]
- 2012 – Premi AVN – Best All-Sex Release, Mixed Format – Bobbi’s World[9]
- 2012 – Premi AVN – Best POV Sex Scene – Double Vision 3[9]
- 2012 – Premi XRCO – Orgasmic Analist[10]